# كارل أوقست بنيامين سيغل
كارل أوقست بنجامين سيغل (بالألمانية: Carl August Benjamin Siegel)‏ هو مهندس معماري وأستاذ جامعي ألماني، ولد في 27 أبريل 1757 في درسدن في ألمانيا، وتوفي بنفس المكان في 15 أكتوبر 1832.